# Davidsson
Davidsson ist ein patronymisch gebildeter schwedischer Familienname mit der Bedeutung „Sohn des David“.

## Varianten
- Davíðsson (isländisch)

## Namensträger
- Elias Davidsson (Elías Davíðsson; 1941–2022), isländischer Komponist und Autor
- Gustav Davidsson (* 1999), schwedischer Handballspieler
- Hans Davidsson (* 1958), schwedischer Organist und Musikwissenschaftler
- Johan Davidsson (* 1976), schwedischer Eishockeyspieler
- Jóhann Þorsteinn Davíðsson Löve (1923–2002), isländischer Leichtathlet, siehe Þorsteinn Löve
- Ólafur Davíðsson (Biologe) (1862–1903), isländischer Biologe
- Ólafur Davíðsson (Diplomat) (* 1942), isländischer Diplomat
- Tommy Davidsson (* 1952), schwedischer Fußballspieler und -trainer